# Dig Your Own Hole
Albums de The Chemical Brothers
Exit Planet Dust
(1995) Surrender
(1999)
Dig Your Own Hole est le second album du groupe de musique électronique britannique The Chemical Brothers, sorti le 7 avril 1997.
Il se distingue dans la discographie du groupe comme étant son plus long album, atteignant 1h03, soit quasiment un quart de plus que son prédécesseur Exit Planet Dust.
Dig Your Own Hole a été certifié disque de platine le 21 janvier 2000 au Royaume-Uni. En 1998, les lecteurs du britannique Q Magazine ont voté Dig Your Own Hole comme étant le 49e meilleur album de tous les temps. En 2000, le même magazine l'a placé dans le même sondage à la 42e place. En 2004, l'album a été publié dans un coffret avec Exit Planet Dust (1995), le premier opus dans le cadre de la collection 2CD Original du label britannique EMI. L'album est resté au top des charts britanniques du 19 avril 1997 au 25 avril 1997.

## Liste des pistes
| 1.    | Block Rockin' Beats          | Tom Rowlands, Ed Simons et Jesse Weaver      | 5:13 |
| 2.    | Dig Your Own Hole            | Rowlands et Simons                           | 5:27 |
| 3.    | Elektrobank                  | Rowlands, Simons, Keith Murray et Ali Friend | 8:18 |
| 4.    | Piku                         | Rowlands et Simons                           | 4:55 |
| 5.    | Setting Sun                  | Rowlands, Simons et Noel Gallagher           | 5:28 |
| 6.    | It Doesn't Matter            | Rowlands, Simons et John Emelin              | 6:14 |
| 7.    | Don't Stop the Rock          | Rowlands et Simons                           | 4:49 |
| 8.    | Get Up on It Like This       | Rowland, Simons et Quincy Jones              | 2:46 |
| 9.    | Lost in the K-Hole           | Rowlands et Simons                           | 3:52 |
| 10.   | Where Do I Begin             | Rowlands et Simons                           | 6:56 |
| 11.   | The Private Psychedelic Reel | Rowlands et Simons                           | 9:21 |
| 63:19 |                              |                                              |      |

Deux titres sont chantés : Setting Sun par Noel Gallagher du groupe Oasis, et Where Do I Begin, par Beth Orton, déjà présente sur le précédent album. À l'instar de ce dernier, Dig Your Own Hole présente également deux titres chantés.